# 박우호
박우호(朴雨鎬, 1978년 6월 20일(음력 5월 15일) ~ )은 전 KBO 리그 현대 유니콘스의 외야수이며, 당시 등번호는 14번이다. 형은 영화배우 박시후이다.

## 출신학교
- 공주고등학교 (1998년 졸업)
- 한양대학교 (1998학번-2002년 졸업)